# Ectemnonotum falsarium
Ectemnonotum falsarium är en insektsart som beskrevs av Schmidt 1909. Ectemnonotum falsarium ingår i släktet Ectemnonotum och familjen spottstritar. Inga underarter finns listade i Catalogue of Life.